# Букчяй
Бу́кчяй (лит. Bukčiai; устар. Бухты) — район Вильнюса, расположен в 6 км к юго-западу от центра города, на правом берегу реки Вилии, возле Букчяйского леса. Напротив Букчяя, на другой стороне Вилии, находятся районы Янкишкес и Жямейи-Паняряй.
Букчяй делится на две части: Сянейи-Букчяй (дословно — Старый Букчяй; лит. Senieji Bukčiai; бывшая 6-я бухта) и Науйейи-Букчяй (дословно — Новый Букчяй; лит. Naujieji Bukčiai; бывшая 5-я бухта).
В Букчяе жил известный художник, кузнец Стасис Бабикас (лит. Stasys Babikas; 1943–1997).

## География
Район расположен в лесистой излучине реки Вилия. Рядом с Букчяем есть большой Букчяйский лес, названный в честь района. На юго-востоке Букчяйского леса находится Букчяйское болото, пруд и родник из которого вытекает ручей впадающий в Вилию. На польской карте 1925 года указано, что на этом месте находились жилые дома и фабрика. Между новой и старой частью Букчяя также находится родник из которого течет ручей, впадающий в небольшой пруд, рядом с Новым Букчяем.

## Этимология
Считается, что название местности происходит от польского слова buchta, что означает излучину реки, и именно эта местность расположена у одной из излучин Вилии, называемой Букчяйской излучиной (лит. Bukčių kilpa). Такое название местности дали лесосплавщики, которые до 1957 года сплавляли лес до Григишской бумажной фабрики. На литовский язык слово buchta перевели не по смыслу, а по звучанию.

## История

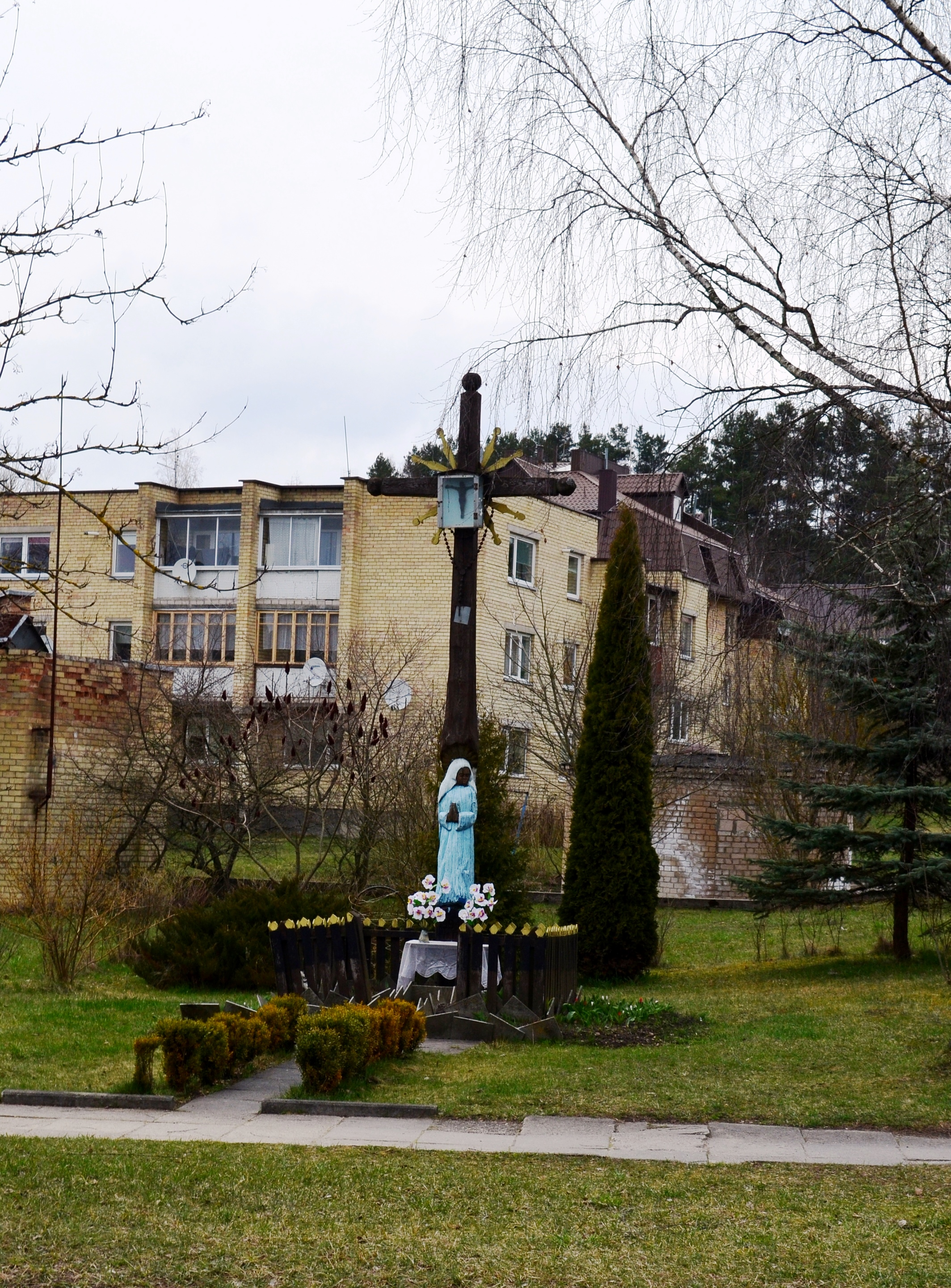
Крест в Науйейи-Букчяе

В окрестностях Букчяя люди жили уже много тысяч лет назад. В 1979 году примерно в 0,8 км к северу от западной окраины Букчяя археолог Альгирдас Гирининкас обнаружил находки каменного века. В 1865 г. деревня Бухта входила в Немежскую волость и принадлежала имениям поместья Ячуны (ныне район Йочёнис). До второй половины XX века бухтами назывались 7 отдельных населённых пунктов на берегу реки Вилии, всего было 6 пронумерованных Бухт, которые располагались на правом берегу реки, а также одна непронумерованная Бухта на левом берегу Вилии (ныне часть улицы Титнаго; лит. Titnago gatvė). Позже 6-я и 5-я Бухты стали называться Букчяй (Старым и Новым соответственно), а в 1996 году 1-я, 2-я, 3-я и 4-я Бухты были объединены в один район который назвали Лаздинеляй (название было дано от рядом расположенного района Лаздинай). На польской карте 1925 года указан мост через Вилию который вёл из 5-й Бухты в деревню Янкишкес (польск. Jankowszczyzna), однако на карте 1934 года этого моста нет. В 1969 году Букчяй был присоединён к Вильнюсу. В 80-х, 90-х годах в Науйейи-Букчяе были построены трёхэтажные дома из жёлтого кирпича. В 1992 году Букчяй с районами Лаздинай, Лаздинеляй, Шалтунай, Мишкиняй были объединены в Лаздинайское староство.

### Население
В 1905 году В Рудоминской волости Виленской губернии, в Бухте жили 59 человек (34 мужчины и 25 женщин). В 1931 году в Решской гмине, в Виленско-Трокском повете Виленского воеводства, в Бухте жили 152 человека: 9 — в первой, 21 — во второй, 28 — в третьей, 25 — в четвёртой, 31 —  в пятой, 35 — в шестой и 3 человека в доме лесника (польск. leśniczówka).

### Административно-территориальная подчиненность
| Административно-территориальная подчиненность | Административно-территориальная подчиненность | Административно-территориальная подчиненность | Административно-территориальная подчиненность |
| --------------------------------------------- | --------------------------------------------- | --------------------------------------------- | --------------------------------------------- |
| 1865 г. –                                     | Немежская волость?                            | -                                             | Виленская губерния                            |
| 1905 г. –                                     | Рудоминская волость                           | Виленский уезд                                | Виленская губерния                            |
| 1931 г. –                                     | Решская гмина                                 | Виленско-Трокский повет                       | Виленское воеводство                          |
| 1969 г. –                                     | Людвиновский сельсовет                        | Вильнюсский район                             | Вильнюсская область                           |
| 1992 г. – н. в.                               | Лаздинайское староство                        | Вильнюсское городское самоуправление          | Вильнюсский уезд                              |

## Завод

### Кирпичный завод «Бухта»
Примерно с начала XX века (точная дата открытия неизвестна) в 5-й Бухте начал действовать небольшой кирпичный завод, который обеспечивал стабильную работу и доход. Завод был важным центром местной жизни. Для производства кирпичей компания использовала местную глину, около ¼ га добывала на собственном участке, еще 1,5 га арендовала у Борковских и Шафрановичей. На картах того периода она всегда обозначена буквами Cg (польск. cegielnia - кирпичный завод), обозначена печь с дымоходом и группа из нескольких небольших построек. Возможно, что существующие постройки на улице Букчю по адресу 49 — бараки для работников бывшего завода.
Казлаускас, просмотревший старые фотографии Букчяя, подчёркивает, что кирпичный дымоход был виден издалека. На фабрике была печь Гофмана — сложная линия по производству кирпича с высоким штабелем и часто круглой конструкцией. Свое название она получила в честь немецкого изобретателя Фридриха Гофмана, который разработал эту технологию в 1858 г. и запатентовал.
Гид А. Казлаускас в центральном государственном архиве Литвы смог найти исторически ценный документ – 1940 г. акт о национализации кирпичного завода. По словам А. Казлаускаса, в деле компания Лазаря Милейковского именуется кирпичным заводом «Бухта». В 1940 году национализированный кирпичный завод закрыли, а через десяток лет разобрали.

### Завод металлических изделий
После середины XX века в 5-й Бухте, на месте кирпичного завода был построен новый завод металлических изделий. На его территории располагалось около 10 зданий различного назначения: мастерские, столовая, административные здания, инженерные сооружения, склады, гаражи и т.д. А. Казлаускас отмечает, что около 40 лет назад Букчяйский завод вошел в состав производственного объединения «Неринга» (лит. „Neringa“).
Завод производил различные металлические изделия: канистры, формы для кексов, мусорные баки, воронки, пожарные ведра, небольшие жестяные баночки и т.д. Повседневная жизнь фабрики была зафиксирована в 1990 г. в документальном фильме «Перемены» (лит. „Permainos“). Фильм хранится в Центральном государственном архиве Литвы. После закрытия этого завода Букчяй закончил историю своей промышленности.
Сейчас на месте завода планируется квартал многоквартирных жилых домов и дорога соединяющая Букчяй и Лаздинеляй.

## Достопримечательности

### Букчяйский лес
Букчяйский лес (лес Букчю; лит. Bukčių miškas) — смешанный, хвойно-лиственный лес, в котором находится множество пешеходных троп.

### Стрельбище
Примерно посреди Букчяйского леса находится заброшенный тир, который в межвоенный период построила польская армия. В ту эпоху поляки активно укрепляли Вильнюс — строили бункеры, склады, казармы, автомобильные и железные дороги. В этот список входят знаменитые склады у подножия горы Шешкине и в лесу Сапегинес. Стрельбище стало логическим продолжением этой системы. Помимо бетонированных огневых позиций и возвышенностей для мишеней, имеется почти 10-метровая насыпь для перехвата пуль.

### Кладбище
В районе Лаздинеляй, в конце улицы Летаус (лит. Lietaus gatvė), находится старинное Букчяйское кладбище. О его создании данных не обнаружено, но ясно, что на нём хоронили жителей окрестных деревень (среди них Букчяй, Лаздинай, Мишкиняй и др.). После основания Рокантишского и Карвелишского кладбищ в советское время захоронения на этих кладбищах остались только родственникам.

### Букчяйский мост
Букчяйский мост (мост Букчю; лит. Bukčių tiltas) — это пешеходно-коммуникационный мост через реку Вилию, между районами Вилкпеде и Мишкиняй, который официально не использовался более 15 лет. Название Букчяйский «прилипло» к нему спонтанно — на самом деле официально он так не назывался. Это один из старейших мостов через Вильнюс, спроектированный и построенный в 1955-1957 годах по проекту известного межвоенного и послевоенного инженера Виктораса Ражайтиса. В то время этот мост соединял два важных промышленных объекта – вторую электростанцию (ВЭ-2) и совхоз «Панярис» (лит. „Panerys“), заброшенные теплицы которого примыкают к улице Э. Шимкунайтес (лит. E. Šimkunaitės gatvė) Футбольный стадион, расположенный в восточной части района Лаздинеляй, на улице Букчю, до сих пор называется «Панярис» (лит. „Panerio stadionas“) из-за того, что он принадлежал одноименному тепличному хозяйству. В настоящее время планируется реконструкция моста, после которой ему будет дано новое, официальное название — Электрический мост (мост Электринес; лит. Elektrinės tiltas).

### Деревянный мост и переправа
Знаний об этих объектах довольно немного. Принимая во внимание высокую стоимость таких объектов в то время, наличие их возле Букчяя необычно. Считается, что мост построили не городские власти, а владелец кирпичного завода, заинтересованный в более беспрепятственном приезде рабочих или сдаче продукции. По данным карты 1924 г. видно, что мост был деревянным и стоял примерно на том месте, где сейчас ул. Янкишкю лежит перпендикулярно к Вилии. Когда мост рухнул, неизвестно. Предполагается, что весенние ледники его повредили, а решающий удар мог быть нанесен в 1931 г. большим наводнением в Вильнюсе, так как на карте 1934 года мост не обозначен.

## Транспорт

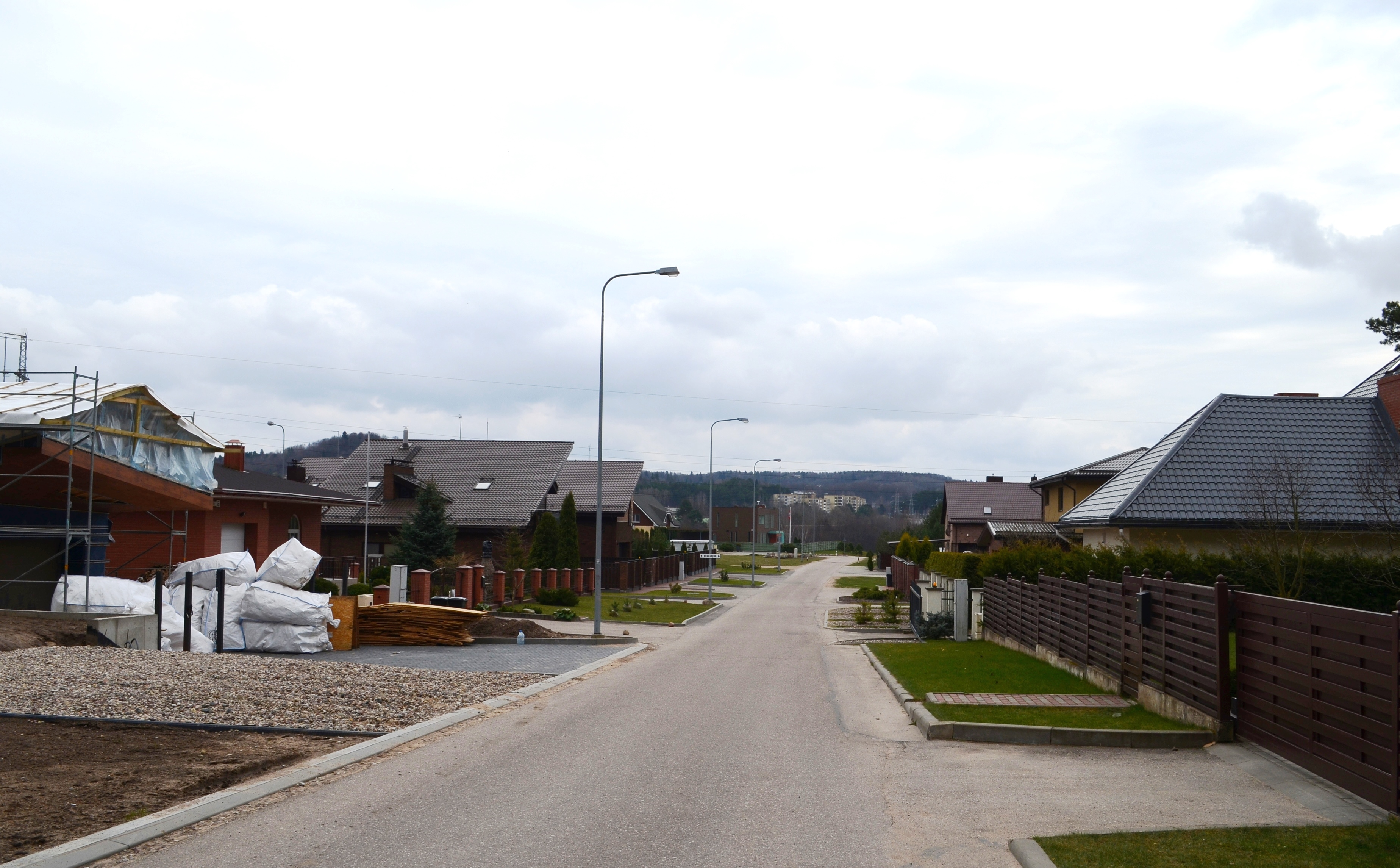
Старый Букчяй, улица Упетакю

### Улицы
Всего на территории Букчяя находится 5 улиц:
- улица Букчю (лит. Bukčių gatvė), до 1993 года называлась Букчю 5, а ещё раньше Бухтовая улица (лит. Buchtos gatvė);
- улица Ужутекё (лит. Užutėkio gatvė) соединяет Старый и Новый Букчяй, до 1993 года называлась Букчю 6;[20]
- улица Упетакю (лит. Upėtakių gatvė);
- улица Унгурю (лит. Ungurių gatvė);
- улица Вегелю (лит. Vėgėlių gatvė).

### Общественный транспорт
Букчяй обслуживают два автобуса:
49 - остановки Букчю (лит. Bukčių st.), Няужмярштолю (лит. Neužmerštuolių st.), Ужутекё (лит. Užutėkio st.);
116 - остановки Унгурю (лит. Ungurių st.), Ужутекё (лит. Užutėkio st.).
Во время того как в Букчяе действовал завод металлических изделий, примерно с 1960 г. до конца 1990-х район обслуживал маршрут 32B, который в 1967 г. был переименован в 29 маршрут.